# Хоробрий кравчик
«Хоробрий кравчик» (нім. Das tapfere Schneiderlein) — казка, опублікована братами Грімм у збірці «Дитячі та сімейні казки» (1812, том 1, казка 20). Згідно з класифікацією казкових сюжетів Аарне-Томпсона має номер 1640, однак окремі епізоди казки підпадають під іншу класифікацію (тип 1060 —«Вичавлювання води з каменя», 1062 — «Змагання у киданні камінням», 1052 — «Змагання у перенесенні дерева», 1051 — «Стрибок за допомогою надігнутого дерева», 1115 — «Спроба вбити героя в ліжку»). 
Ендрю Ленг помістив оповідку до збірки «Синя книга казок» (англ. The Blue Fairy Book). Одна з багатьох версій казки також увійшла до збірки «Книга про велетнів» Рут Меннінг-Сендерс.

## Сюжет
Коли одному молодому кравчику заважають працювати сім надокучливих мух, він вирішує луснути їх ганчіркою і несподівано для себе убиває їх одним рухом. Гордий своїм досягненням, кравчик вишиває собі на поясі:«Коли злий буваю, то сімох убиваю» і вирушає у подорож, щоб про це дізнався весь світ. По дорозі він зустрічає велетня, який вирішує протестувати кравчика на правдивість цієї фрази, і дає йому декілька завдань, з якими кравчик справляється завдяки своїй винахідливості. Згодом кравчик добирається до королівства, де йому як великому воякові доручають звільнити королівство від двох велетнів, єдинорога та дикого кабана. Завдяки своїй винахідливості кравчик справляється з усіма завданнями і як винагороду отримує пів королівства і дочку короля.

## Екранізації
- «Хоробрий кравчик» (англ. Brave Little Tailor) — мультфільм анімаційної студії Волта Діснея 1938 року;
- «Хоробрий кравчик» (рос. Храбрый портняжка) — радянський мультфільм 1964 року;
- «Казки братів Грімм» (яп. Gurimu Meisaku Gekijo;«Хоробрий кравчик» — серія 19, епізод 2) — японський анімаційний серіал 1987 року;
- «Сімсала Грімм» («Хоробрий кравчик» — епізод 1) — німецький анімаційний серіал 1999 року;
- «Хоробрий кравчик» (нім. Das Tapfere Schneiderlein) — німецький фільм 2008 року.